# Better by You, Better than Me
Better by You, Better than Me est une chanson du groupe de rock anglais Spooky Tooth, sortie en 1969. La chanson a été reprise en 1978 par le groupe de heavy metal Judas Priest.
En 1990, la version de Judas Priest s'est retrouvée au centre du très médiatisé « procès du message subliminal ». Le groupe faisait l'objet d'une action civile alléguant que leur chanson était responsable des conduites suicidaires de deux jeunes hommes à Reno en 1985. Les plaignants ont finalement été déboutés.

## Composition du groupe
- Luther Grosvenor (en) – guitare
- Mike Harrison (en) – Clavier, chant
- Mike Kellie (en) – batterie
- Greg Ridley – basse, guitare
- Gary Wright – claviers, chant

## Version deJudas Priest
Singles de Judas Priest
Diamonds and Rust (en)
(1977) Take On the World (en)
(1979)
La version de Judas Priest, sortie en 1978, est plus rapide que celle de Spooky Tooth. La chanson a été ajoutée en dernière minute à l'album Stained Class, lorsque CBS Records a insisté pour inclure une autre chanson plus commerciale, afin d'égayer l'album qui contenait une majorité de chansons aux nuances très sombres et sinistres.

### Composition du groupe
- Rob Halford – Chant
- K. K. Downing – guitares
- Glenn Tipton – guitares, chœurs
- Ian Hill – basse
- Les Binks – batterie

### Accusations de messages subliminaux et procès médiatisé
En 1990, Judas Priest a été impliqué dans une action civile très médiatisée, alléguant qu'ils étaient responsables du suicide de Ray Belknap, 19 ans, et de la tentative de suicide de James Vance, 20 ans, à Reno en 1985. 
Le 23 décembre 1985, les deux hommes consomment de l'alcool avant de se rendre à une plaine de jeux à Reno. Ray Belknap place alors un fusil de chasse de calibre 12 sous son menton et appuie sur la gâchette, mourant sur le coup. James Vance l'imite, mais survit à ses blessures et se retrouve sévèrement défiguré. Il meurt trois ans plus tard après un suicide par overdose d'antidouleurs.
Les parents de James Vance et leurs avocats, menés par Ken McKenna, ont ensuite avancé qu'un message subliminal énonçant « do it » (« Fais-le ») a été inclus dans la chanson. Ils ont prétendu que cet incitation avait provoqué la tentative de suicide des deux hommes. Les trois semaines de procès ont été suivies attentivement par l'industrie musicale et les avocats spécialisés en droit constitutionnel. Lors des audiences préliminaires, le juge a statué que les messages subliminaux ne pouvaient être couverts par le Premier amendement de la Constitution des États-Unis car ils étaient par définition non-perceptibles et ne pouvaient donc pas être une partie d'un dialogue. Timothy Moore, qui a témoigné en faveur de Judas Priest, a déclaré que les plaignants avaient remporté une victoire majeure en amenant l'affaire jusque devant les tribunaux. Les plaignants ont néanmoins été déboutés, la Cour ayant estimé que même si des messages subliminaux pouvaient exister dans la chanson, ils n'étaient en tout cas pas responsables des suicides. Cependant, la juge a requis 40 000 $ de sanctions contre CBS.
Un des témoins de la défense, le docteur Timothy E. Moore, a par la suite raconté le procès dans un article pour le Skeptical Inquirer. Le procès a aussi fait l'objet en 1991 d'un documentaire intitulé Dream Deceivers: The Story Behind James Vance vs. Judas Priest. Dans celui-ci, le chanteur de Judas Priest, Rob Halford, explique que si le groupe était vraiment enclin à insérer des messages subliminaux dans leurs chansons, alors les messages ordonnant à leurs fans de se suicider seraient très contre-productifs ; du point de vue du groupe, il serait beaucoup plus pratique d'exhorter les fans à « acheter plus de [leurs] disques ». Concernant les accusations des plaignants prétextant que la citation « do it » poussait au suicide, Halford souligne que la phrase « do it » ne veut rien dire en particulier.
Le comédien Bill Hicks a fait référence à l'affaire lors de ses spectacles, demandant : « quel artiste veut [voir] son public mort ? » Pour démontrer l'absurdité de cette accusation, il s'est mis en scène mimant les membres de Judas Priest malades de leur richesse, de leur pouvoir et de leur renommée, trouvant dans le message subliminal d'incitation au suicide la solution à leurs « problèmes ». Le comédien Denis Leary fait aussi référence au procès sur son album No Cure for Cancer (en), arguant que les groupes de heavy metal devraient mettre « plus » de messages subliminaux dans leurs chansons tels que : « Tuez le groupe, tuez vos parents, ensuite tuez-vous ».